# Marian Meňhart
Marian Meňhart (* 14. února 1977 v Mostě) je bývalý český hokejový obránce, který nastupoval v české extralize za mateřský Litvínov a reprezentoval v mládežnických kategoriích, mimo jiné na Mistrovství Evropy do 18 let 1994 ve Finsku, kde mladí Češi získali bronzové medaile.

## Kariéra
Odchovanec litvínovského hokejového klubu byl draftován klubem NHL Buffalo Sabres v pátém kole v roce 1995. V letech 1995–1998 působil v zámoří v juniorské kanadské lize Western Hockey League, kde hrál za klub Prince Albert Raiders. Sezonu 1997/98 dohrál v nižší CHL za Oklahoma City Blazers. V sezonách 1998/99 a 1999/00 odehrál 34 utkání v extralize za HC Litvínov. Do roku 2006 pak nastupoval v první a druhé národní hokejové lize za KLH Chomutov, SK Kadaň, BK Mladá Boleslav a HC Vrchlabí.
Jeho kariéru ukončila vážná autonehoda.

## Úspěchy
- bronz na mistrovství Evropy do 18 let 1994
- postup do 1. ligy s BK Mladá Boleslav – 2001/2002